# 斛斯政则
斛斯政则（590年—670年6月17日），字公宪，京兆鄠县（今陕西省鄠县）人。他精于马政，一直为隋炀帝、唐太宗、唐高宗等几代帝王养马、训马。官至左、右监门卫大将军，封清河县开国子，谥号恭公，陪葬在唐太宗昭陵。

## 生平
斛斯政则是鲜卑人后裔，祖父斛斯基，为隋朝仪同将军、上柱国，父亲斛斯伦为上柱国、骠骑将军、鹰扬郎将。他在杨广为皇太子时，被授为太子进马，掌管马匹事务。杨广即位后，任齐王杨暕的长上执乘（掌管马车、驾驶等事务）。他参加了隋炀帝东征高句丽的战争，以功被授为立信县尉。大业九年（613年），炀帝巡游江都，斛斯政则掌管北门宿卫。义宁二年（618年）三月，炀帝被宇文化及弑杀，斛斯政则和炀帝萧皇后等人被宇文化及胁迫前往东郡，在黎阳被李密打败，斛斯政则和萧皇后等分散，萧皇后皇室等人逃奔突厥义成公主，斛斯政则则前往投奔洛阳王世充所立的皇泰主杨侗，后又投降唐军，被拜为护军府校尉，仍旧掌管进马供奉。
武德九年（626年），除殿中省尚乘直长。贞观元年（627年），加授轻车都尉，不久迁任员外散骑侍郎、行尚乘直长。贞观六年（632年），监察御史马周上疏劝谏唐太宗，说王长通、白明达等是乐工杂役出身，韦提、斛斯政则更无其他材能，独解调马，这些人只可以厚赐钱帛，不能与士流君子在朝中比肩而立，同坐而食，让唐太宗将他们赶出朝班，去士伍之中。唐太宗采纳，斛斯政则被调任右骁卫宜〇府右别将，不久迁明威将军、守右屯卫永乐府折冲都尉。
贞观十七年（643年），斛斯政则出使吐谷浑。贞观十八年（644年）十月，从唐太宗幸洛阳宫。十一月，唐太宗在洛阳宫令李勣等人征讨高句丽。贞观十九年（645年），唐太宗亲率六军自洛阳出发前往辽东，斛斯政则统领百骑军，以功勋授右监门中郎将，累加上柱国。贞观二十一年（647年），从唐太宗幸灵武。贞观二十三年（649年），从唐太宗幸翠微宫。五月二十六日，太宗驾崩，唐高宗即位，除云麾将军、行右监门中郎将，累迁左监门将军。
显庆二年（657年），又转右监门将军，不久奉敕别检校腾骥厩（即御马监），兼知陇右左十四监等牧马事（掌管陇右马政）。乾封元年（666年），拜清河县开国子，食邑四百户。其年冬，又拜左监门大将军。不久以公事去职，俄起为右监门大将军，勋、封如故。咸亨元年五月廿四日（670年6月17日），在九成宫去世，年八十一。赐陪葬昭陵，谥号恭公。
夫人吴兴郡君吴兴姚氏，北周上开府仪同三司、长寿公姚僧垣之曾孙，隋蜀王司马姚最之孙，秘书学士姚俭之女也。以贞观廿二年七月廿七日终于玉华宫之馆舍，时年五十有五。有子斛斯嗣宗。

## 墓志铭
大唐故右监门卫大将军上柱国赠凉州都督清河恭公斛斯府君之墓志铭并序 

公讳政则，字公宪，其先居於代，今为京兆鄠人也。原夫绕电摛祥，庆天诛於涿鹿；贯昴资圣，括地理而乘龙。故能利建幽都，疏基广牧。羽仪北振，拥瀚浦而擅贤豪；翼奉南登，宅洛滨而縻黼黻。具诸图谍，可略言焉。祖基，隋仪同、将军、上柱国；父伦，隋上柱国、骠骑将军、鹰扬郎将；并志气威雄，仪岸伟杰。讬以心膂，自怀匪石之忠；授以戎麾，克着沉沙之略。公山岳播气，河海资灵。汪汪焉，湛黄陂而罕测；岩岩也，竦稽峰而直秀。郁然艺业，卓尔英明。文不尚於雕虫，武且工於获兽。慕李将军之射法，重张太傅之兵谋。岂直乌号六钧，独擅颜高之技；雁行三令，方成孙武之威。加以鉴澈伏波，识该伯乐，尽四家之妙术，留顾之奇能。由是美誉荐闻，荣班狎至。隋高祖深加赏睠，擢授皇太子进马。侍龙镳於涡水，承鹤盖於伊川。肃影铜扉，流慈玉裕。及炀帝入膺大位，齐王出镇名藩，方挥令人，用陪骧子，乃授长上执乘。寻而从击高骊，甫陟猿岩， 预追随於辇毂；即泛鳀壑，仍迅骛於楼船。是翼鸾骖，兼摧鹤阵，虽聆喷玉之响，无废摐金之节，以勋授立信尉。大业九年，从至江都，寻追北门宿卫。周庐夜警，控月羽以申威；徼道朝趋，执霜戈而作扦。俄而妖挻伏鳖，衅起长蛇。朝多莽、卓之臣，野聚吴、陈之寇。化及包藏祸乱，作孽浸以稽天；居人多被胁从，构逆倾於扫地。公执心忠固，无易岁寒；劲草贞松，有均其志。及紫宫沦覆，白刃交驰，犹冒艰虞，克全终始。陪奉萧后，远届黎阳。委万死於豺狼，殉一生於犬马。后既密怀窜北，公实未议图南。事起仓忙，忽阻随从。仚龙城而断路，傃龟洛以迷方。泣乱缠许伯之哀，临歧坠阮宗之涕。方乃上觇东井，思谒龙颜之君；而近越北邙，奄遭蜂□之寇。庶奉纂尧之化，反婴暴楚之权。王充得公，甚见优礼。公迹虽是与，而心实背之。徒以鼓柝严扃，望长安而远日；形留神竦，蔽昏朝而坐雾。太宗长驱七萃，迥出三秦。公即骤拔危城，远投圣德。窜影风崤之路，方疑云旗之门。既荷萧王之坦怀，弥叶成侯之真识，蒙拜护军府校尉，仍知进马供奉。昔处伪庭，空耻烂羊之号；逮参英邸，便荣市骏之恩。于时始定镐京，且图河洛。克摧青犊之孽，必俟朱龙之乘。公既甄明五驭，洞该九逸，故得恭承象策，佩浃鸿私。陪百战於戎场，仰八阵之英略。或扶危汴渚，迈都护之循舟；或赴难戏亭，譬舞阳之持盾。既而戡翦垓下，廓清海截，畴之以玉帛，贲之以簪裾。每事撝谦，累蒙赏叹。武德九年，除殿中省尚乘直长。贞观元年，加授轻车都尉，寻迁员外散骑侍郎、行尚乘直长。参荣五省，分华六尚。连云之阁，已构美於潘材；名天之马，复飞声於汉枥。以公望实，兼斯任委。寻以爪牙是重，腹心攸讬。典司熊卒，总五校以腾英，作卫龙扃，统八屯而列要。乃转右骁卫宜□府右别将，俄迁明威将军、守右屯卫永乐府折冲都尉。十七年，奉使吐谷浑。浑人越自湟渚，朝宗贯渭之都；公即祗奉纶言，宣劳罗川之域。骛斯征节，光彼使星。既洽蕃情，颇怡圣虑。十八年，从幸洛阳宫。仍属鸟夷恃险，狼顾不宾。即从龙麾，恭闻豹略。有敕令统百骑，以参六军。公乃鬻勇前驱，争鸣剿寇。既成功於拉朽，且命赏以畴庸，即以勋授右监门中郎将，累加上柱国。廿一年，从幸灵武。廿三年，又从幸翠微宫。夙奉金靮，恒参玉轪。委质滋永，忠谅益深。竭信武之确诚，逢汉高之重眄。俄而宫舆晚出，钟鼓辍音。崆峒之驾莫追，羽卫之仪如在。乃援刀截耳，流血被身。擗地崩心，殆将殒灭。求之臣节，无以过也。皇上纂膺凤历，光启鸿基。乃睠勋贤，式超名级。除云麾将军、行右监门中郎将，累迁左监门将军。显庆二年，又转右监门将军，寻奉敕别检校腾骥厩，兼知陇右左十四监等牧马事。阊阖洞开，即绾千门之禁；骅骝骋步，仍统十闲之重。属仙闾望幸，诏跸言巡。朝万国於云亭，合百神於岱屺。告成既毕，大赍有加。乾封元年，拜清河县开国子，食邑四百户。芝渥缄玺，俯流换汗之班；茅井疏封，广洽亲宾之伍。至其年冬，又拜左监门大将军。惟天列位，即显将军之名；惟帝分司，仍开骠骑之职。因非望华人杰，道蔼时英；何以克荷崇班，光膺厚秩。寻以公事去职，俄起为右监门大将军，勋、封如故。虽怀数马之慎，月略图龟之文。以薄领见诬，遂滥婴非罪。而宪司丹笔，或未尽於幽微；明主玄鉴，方迺收其理夺。暂屏私室，遽升宠授。汉忠表誉，有悦王常之心；霸亭言游，无惭醉尉之语。方冀威边静难，莫逾老臣，而积恙浸龄，旋惊梦坚。罕遇西岩之药，终埋东岭之魂。粤以咸亨元年五月廿四日遘疾，薨於九成宫之第，春秋八十有一。天子情深震悼，賵襚有加。诏赐陪葬昭陵，资给务令优厚。易名考行，谥曰恭公。仍赠使持节、都督凉甘肃伊沙瓜番七州诸军事，凉州刺史。饰终光盛，宠赠哀荣。其生也若浮，奄沦辉於虞谷；其死兮傥识，庶有奉於桥山。夫人吴兴郡君吴兴姚氏，即周上开府仪同三司、长寿公僧垣之曾孙，隋蜀王司马最之孙，秘书学士俭之女也。传芳八桂，发秀三枝。袭龟组以连华，润虹珪而成性。披图镜史，自禀训於班庭；懿范贞规，且作楷於梁室。遭家不造，夙罹闵凶，飘沦七尺之躯， 固守三从之节。逮鸡鸣恩德，凤兆宜家。作俪金夫，是彰玉质。钟有隋之版荡，处伪郑之危亡。叶赞将军，攀奉霸府。克宣内助，永建高名。僖负羁之妻，未足侔其智识；柏谷长之妇，讵可埒其贤明。太宗俯降殊恩，尝经召问。奉酬天旨，深有嘉焉。因锡赐珍华，实荣生里閈，庶谓和琴和瑟，共齐偕老之期；而将乐将安，翻轸窠予之叹。以贞观廿二年七月廿七日终于玉华宫之馆舍，时年五十有五。蒙赙物优，仍降使吊问。惟公浑金表器，璞玉仪形。事主唯罄一心，许友无缄二诺。不祈荣以苟合，直弦之论攸归；不忤物以干时，虚舟之怀谅属。策名自久，经夷险而弗渝，历职居多，挺清勤而弥固。用能上简天听，下允人伦。口无择言，自标蹊李之德；心无伐善，终留坐树之名。既此良材，复斯高援。佩阑珠菊，等茂均芳。而罕驻日车，同悲风烛。曩兴嗟於先後，今遂混於彭殇。两鹤栖松，忽分枝而坠影；双鸳集梓，终合垄而依魂。粤以咸亨元年龙集庚午十一月庚子朔十日己酉合葬於醴泉县安乐乡，礼也。青乌授兆，白马临坟。傃郊门而迥引，委甲第而长分。旌韬雾而惨色，笳含风而怆闻。黯矣穷泉夜，愁哉荒垄云。齐尘壤兮永毕，独祁连兮表勋。呜呼哀哉。有子嗣宗等，陟屺岵而无见，思顾复其何已。诉苍苍而感绝，悲去去而安心。傥陵谷之或迁，庶家声之可纪。敬纂徽烈，乃为铭曰： 

玉岗西峙，金峰北连，旁临渥泽，直望灵川。神骏是产，英髦在旃，华宗弈弈，昌绪绵绵。

弼谐恒代，匡赞伊瀍，云缨递袭，星弁仍传。载诞猗人，挺然秀出，鸿飞骋志，鹤声召质。

宇量深沉，智谋洋溢，王良展妙，养由效术。想援据鞍，慕超投笔，夙招人誉，方隆天秩。

搏飚未远，视祲遄惊，时锺道丧，运拒流横。原追走鹿，海激奔鲸，流离寇境，契阔凶兵。

迥弃昏孽，骤款皇明，一参藩邸，载荷恩荣。武帐夕陪。文蓖晓侍，分司禁闼，历绾戎位。

入总龙媒，出光凤使，便繁左右，密勿宫次。清畏知天，勤无选地，奉帝惟五，扪心靡二。

复纡良袂，作偶贤裾。方金铣鋈，比玉琳琼。艺华纂组，德茂庭宁。匡夫叶计，名立功书。

金墉且拔，石窌还疏。言欢皋难，遽隔川鱼。始怆帷空，长悲剑双。忽辞昭景，共归幽穸。

魂自成双，年无满百。雾昏松坠，霜凝草陌。谁先谁後，何今何昔。独有清徽，空留玄石。